# Luisa Tamanini
Luisa Tamanini, née le 31 janvier 1980 à Trente, est une coureuse cycliste italienne. Active des années 1990 aux années 2010, elle a remporté la course sur route des Jeux méditerranéens de 2009.

## Biographie
En 2005, au Rotterdam Tour, elle fait partie d'une échappée de dix coureuses qui se forme à quarante kilomètres de l'arrivée. À dix kilomètres du but, Ina-Yoko Teutenberg place une attaque et est suivie par Alessandra D'Ettorre et Luisa Tamanini. Elle bat au sprint ses compagnons d'échappée pour s'imposer. Luisa Tamanini est troisième.
Au Tour de Thuringe 2009, sur la deuxième étape, un groupe de sept coureuses part au bout de quarante kilomètres. Il comprend Luise Keller, Charlotte Becker, Tina Liebig, Noemi Cantele, Luisa Tamanini, Marieke van Wanroij et Fabiana Luperini. L'avance monte à trois minutes.  À dix kilomètres de l'arrivée, Charlotte Becker et Luisa Tamanini se détachent. Elle se dispute la victoire au sprint et l'Allemande se montre plus rapide. C'est l'Italienne toutefois qui endosse le maillot jaune. Elle le perd le lendemain, au profit de Linda Villumsen.

## Palmarès
- 2000
  - 2e du championnat d'Italie du contre-la-montre
- 2002
  - 3e du championnat d'Italie sur route
  - 3e du championnat d'Italie du contre-la-montre
- 2003
  - Tour du Trentin
  - 2e du championnat d'Italie du contre-la-montre
- 2005
  - 2e étape du Tour féminin en Limousin
  - 2e du GP Città di Castenaso
  - 3e du championnat d'Italie sur route
  - 3e du Rotterdam Tour
- 2007
  - Giornata Rosa di Nove (it)
  - 2e du championnat d'Italie sur route
- 2009
  -  Médaillée d'or de la course en ligne des Jeux méditerranéens
  - 2e du Tour de Toscane féminin-Mémorial Michela Fanini
- 2012
  - 6e du Grand Prix de Plouay

## Classements mondiaux
| Année                                 | 2009 | 2010 | 2011 | 2012 |
| ------------------------------------- | ---- | ---- | ---- | ---- |
| Classement UCI                        | 62e  | nc   | nc   | 165e |
|                                       |      |      |      |      |
| Légende : nc = non classéSource : UCI |      |      |      |      |